# Jayant Baliga
B. Jayant Baliga (Chenai, 28 de abril de 1948) é um engenheiro eletricista indiano, conhecido por seu trabalho sobre dispositivos de potência semicondutores, particularmente pela invenção do IGBT (insulated gate bipolar transistor).